# دین در کویت
دین در کویت (کل ساکنان، ۳۱ دسامبر ۲۰۲۰)
اسلام دین رسمی در کویت است و اکثریت جمعیت شهروند این کشور مسلمان هستند.
همچنین جمعیت‌های کوچکی از مسیحی و بهائی در این کشور وجود دارند. بیشتر اتباع خارجی در کویت مسلمان، هندو، مسیحی یا بودایی هستند.

## اسلام
دین رسمی دولت کویت مالکی است. بیشتر شهروندان مسلمان کویتی سنی هستند. مسلمانان شیعه اقلیت قابل‌توجهی در کویت به‌شمار می‌آیند؛ چند فرقه‌های دیگر اسلامی نیز در جامعهٔ کویت وجود دارند، اما شمار آن‌ها بسیار اندک است. خاندان حاکم آل صباح (از جمله امیر کویت) پیرو مذهب مالکی از شاخهٔ سنی اسلام هستند. در سال ۲۰۱۹، بیش از یک‌میلیون مسلمان غیرشهروند در کویت ساکن بودند.

### برآوردهای جمعیتی
| دین در کویت بر پایهٔ قومیت (۱ ژانویهٔ ۲۰۲۳) | دین در کویت بر پایهٔ قومیت (۱ ژانویهٔ ۲۰۲۳) | دین در کویت بر پایهٔ قومیت (۱ ژانویهٔ ۲۰۲۳) | دین در کویت بر پایهٔ قومیت (۱ ژانویهٔ ۲۰۲۳) | دین در کویت بر پایهٔ قومیت (۱ ژانویهٔ ۲۰۲۳) |
| ----------------------------------------- | ----------------------------------------- | ----------------------------------------- | ----------------------------------------- | ----------------------------------------- |
|                                           |                                           |                                           |                                           |                                           |
| مسلمان                                    | کویتی                                     |                                           | ۹۹٫۹۷٪                                    |                                           |
| مسلمان                                    | غیراکویتی                                 |                                           | ۶۳٫۰۲٪                                    |                                           |
| مسیحیت                                    | کویتی                                     |                                           | ۰٫۰۱٪                                     |                                           |
| مسیحیت                                    | غیراکویتی                                 |                                           | ۲۶٫۰۸٪                                    |                                           |
| هندوئیسم و سایر                           | کویتی                                     |                                           | ۰٪                                        |                                           |
| هندوئیسم و سایر                           | غیراکویتی                                 |                                           | ۱۰٫۸۸٪                                    |                                           |

هیچ سرشماری ملی رسمی‌ای دربارهٔ وابستگی فرقه‌ای در دست نیست. برآوردهای جمعیتی در طول زمان تغییر کرده‌اند. در سال ۲۰۰۱، حدوداً ۵۲۵٬۰۰۰ شهروند سنی‌مذهب کویتی و ۳۰۰٬۰۰۰ شهروند شیعه‌مذهب کویتی برآورد شده بودند. در سال ۲۰۰۲، وزارت امور خارجه ایالات متحده برآورد کرد که ۵۲۵٬۰۰۰ شهروند کویتی سنی‌مذهب هستند. در سال ۲۰۰۴، برآورد شده بود که ۶۰۰٬۰۰۰ شهروند کویتی سنی‌مذهب، ۳۰۰٬۰۰۰ تا ۳۵۰٬۰۰۰ شهروند کویتی شیعه‌مذهب و در مجموع ۹۱۳٬۰۰۰ شهروند کویتی وجود داشته‌اند. در سال ۲۰۰۷، برآورد شد که حدود ۷۰٪ از شهروندان به شاخهٔ سنی اسلام تعلق دارند، در حالی که ۳۰٪ باقی‌مانده شیعه هستند. در سال ۲۰۰۸، مؤسسه مطالعات استراتژیک برآورد کرد که سنی‌ها ۶۰٪ جمعیت را تشکیل می‌دهند. در سال ۲۰۲۲، برآورد شد که حدود ۷۰٪ از مسلمانان ساکن کویت به شاخهٔ سنی اسلام تعلق دارند، در حالی که ۳۰٪ باقی‌مانده شیعه هستند. برخی برآوردهای دیگر نسبت ۸۰ به ۲۰ را ارائه کرده‌اند.

## مسیحیت

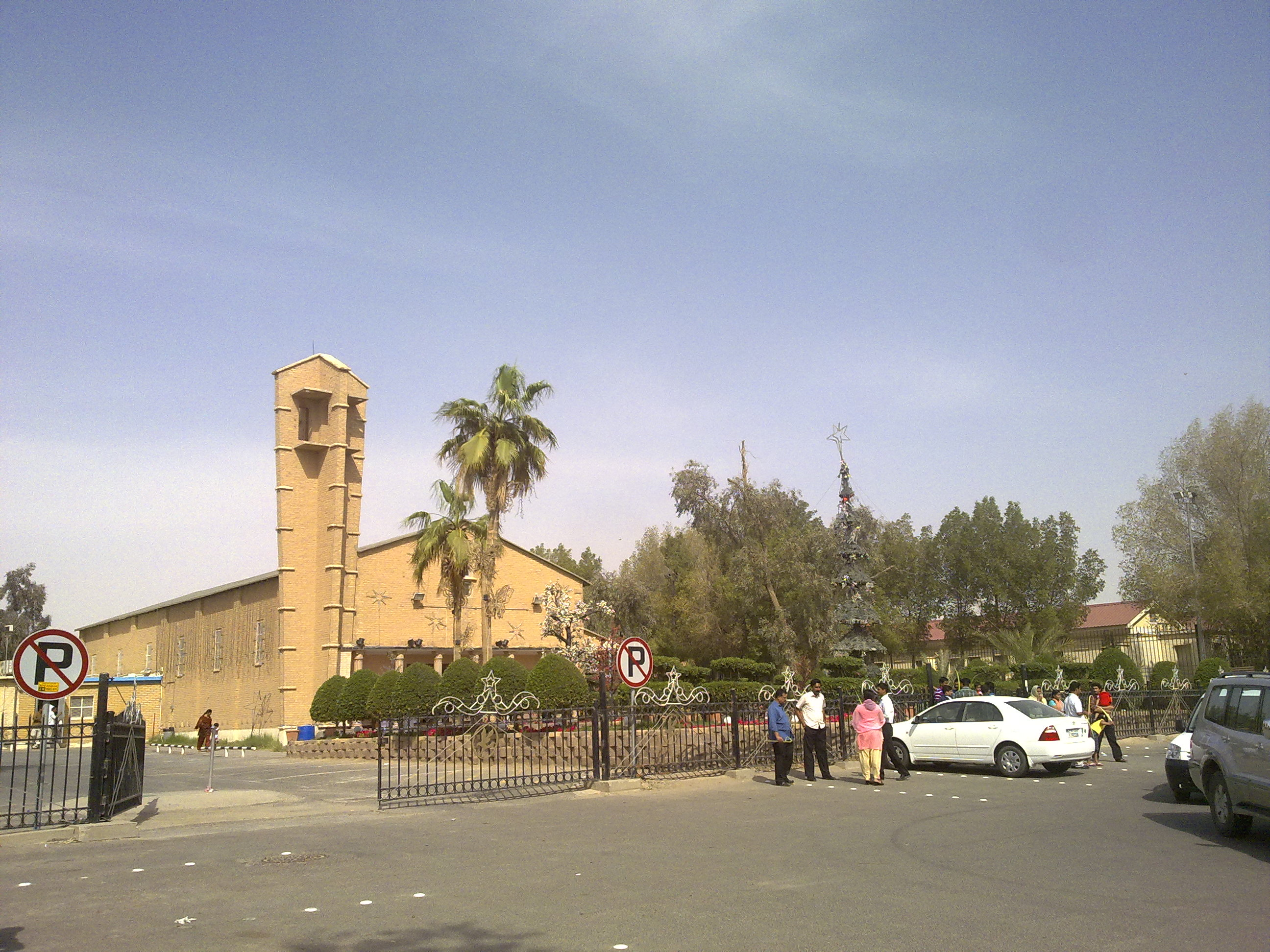
کلیسایی در شهر احمدی

مسیحیت یک دین اقلیت در کویت به‌شمار می‌آید. در سال ۲۰۲۰، حدود ۲۸۹ کویتی مسیحی در این کشور ساکن بودند. کویت تنها کشور شورای همکاری کشورهای عرب خلیج فارس (به‌جز بحرین) است که دارای جمعیت مسیحی بومی با تابعیت شهروندی است. از میان جمعیت غیراکویتی، حدود ۸۳۷٬۵۸۵ نفر (تا ۳۱ دسامبر ۲۰۲۰) مسیحی هستند که معادل ۱۷٫۹۳٪ از کل جمعیت است.
کلیساهایی که از سوی دولت به رسمیت شناخته شده‌اند شامل کلیسای کاتولیک، کلیسای قبطی ارتدکس، کلیسای انجیلی ملی کویت (پروتستان‌ها)، کلیسای حواری ارمنی، کلیسای یونانی ارتدکس، کلیسای کاتولیک یونانی (ملکایی)، کلیسای آنگلیکان و کلیسای عیسی مسیح قدیسان آخرالزمان هستند. همچنین، گروه‌های دینی مسیحی بسیاری با جمعیت‌های کوچک وجود دارند که از سوی دولت به رسمیت شناخته نشده‌اند، از جمله کلیسای ارتدکس هند، کلیسای مارتوما و کلیسای ادونتیست‌های روز هفتم. این گروه‌های به‌رسمیت‌نشناخته‌شده معمولاً آزادند تا در مکان‌های خصوصی عبادت کنند.
افزون بر این، شمار اندکی از پیروان مسیح که پیش‌تر مسلمان بوده‌اند نیز در کشور حضور دارند، اگرچه بسیاری از آن‌ها شهروند کویت نیستند. یک مطالعه در سال ۲۰۱۵ برآورد کرد که حدود ۳۵۰ نفر در کشور دارای چنین باورهایی هستند.

## آیین بهائی
سرشماری رسمی سال ۲۰۱۳ تنها سه دستهٔ دینی «مسلمان»، «مسیحی» و «سایر» را نشان می‌دهد که در گروه «سایر» تنها ۱۸ نفر ثبت شده‌اند. شمار اندکی از شهروندان کویتی پیرو آیین بهائی هستند. منابع دیگر گزارش کرده‌اند که در سال ۲۰۲۲، حدود ۴۰۰ نفر بهائی در مجموع در کویت زندگی می‌کردند.

## یهودیت
تا پیش از دههٔ ۱۹۵۰ چندین خانواده یهودی کویتی در کشور حضور داشتند، با این حال تا دههٔ ۱۹۸۰، همهٔ خانواده‌های یهودی محلی کویت را ترک کردند.

## هندوئیسم
برآورد می‌شود که حدود ۳۰۰٬۰۰۰ هندو غیرکویتی در کویت زندگی می‌کنند.

## بودیسم
تقریباً ۱۰۰٬۰۰۰ بودایی غیرکویتی در کویت ساکن هستند.

## سیک‌گرایی
برآورد می‌شود که حدود ۱۰٬۰۰۰ سیک غیرکویتی در کویت حضور داشته باشند.

## دین بر پایهٔ تابعیت (۲۰۲۰)
| تابعیت                | اسلام     | اسلام  | مسیحیت  | مسیحیت | سایر    | سایر   | جمع کل    | جمع کل |
| تابعیت                | تعداد     | ٪      | تعداد   | ٪      | تعداد   | ٪      | تعداد     | ٪      |
| --------------------- | --------- | ------ | ------- | ------ | ------- | ------ | --------- | ------ |
| کویتی                 | ۱٬۴۵۹٬۶۵۶ | ۹۹٫۹۷٪ | ۲۹۰     | ۰٫۰۱٪  | ۲۵      | ۰٫۰۰٪  | ۱٬۴۵۹٬۹۷۰ | ۳۱٫۲۵٪ |
| عربی                  | ۱٬۱۸۸٬۷۳۸ | ۹۳٫۹۷٪ | ۶۹٬۵۷۴  | ۵٫۴۸٪  | ۹٬۱۰۸   | ۰٫۷۱٪  | ۱٬۲۶۷٬۴۲۰ | ۲۷٫۱۳٪ |
| آسیایی                | ۷۹۸٬۲۹۷   | ۴۲٫۹۸٪ | ۷۲۸٬۰۰۰ | ۳۹٫۱۹٪ | ۳۳۰٬۹۲۸ | ۱۷٫۸۱٪ | ۱٬۸۵۷٬۲۲۴ | ۳۹٫۷۶٪ |
| آفریقایی              | ۱۶٬۲۵۰    | ۳۵٫۰۵٪ | ۲۲٬۸۷۴  | ۴۹٫۳۴٪ | ۷٬۲۲۷   | ۱۵٫۵۹٪ | ۴۶٬۳۵۰    | ۰٫۹۹٪  |
| اروپایی               | ۶٬۶۴۰     | ۳۹٫۶۶٪ | ۹٬۰۴۳   | ۵۴٫۰۴٪ | ۱٬۰۵۰   | ۶٫۲۹٪  | ۱۶٬۷۳۳    | ۰٫۳۵٪  |
| آمریکایی و استرالیایی | ۱۳٬۷۲۲    | ۵۹٫۶۲٪ | ۸٬۰۹۵   | ۳۵٫۱۷٪ | ۱٬۱۹۸   | ۵٫۲۰٪  | ۲۳٬۰۱۵    | ۰٫۴۹٪  |
| کویت (مجموع)          | ۳٬۴۸۳٬۳۰۰ | ۷۴٫۵۷٪ | ۸۳۷٬۸۷۴ | ۱۷٫۹۳٪ | ۳۴۹٬۵۳۹ | ۷٫۴۸٪  | ۴٬۶۷۰٬۷۱۳ | ۱۰۰٪   |

## درگیری‌ها
وابستگی فرقه‌ای منبعی از تنش‌های مدنی در کویت بوده است. قانون اساسی کویت آزادی باور و حق انجام آیین‌های مذهبی را تضمین می‌کند، مشروط بر این‌که با آداب و رسوم جامعه تضاد نداشته باشد. قانون شمارهٔ ۱۹ سال ۲۰۱۲، تحریک به خشونت بر پایهٔ برتری یک فرقه، ترویج برتری هر گروهی یا ترویج نفرت یا اهانت به هر گروهی را جرم‌انگاری می‌کند.
در آوریل ۲۰۲۲، یک شهروند کویتی به دلیل اظهار نظر در شبکه‌های اجتماعی به اتهام بی‌خدایی به دو ماه زندان و پرداخت جریمه‌ای معادل ۱۰٬۰۰۰ دینار کویت (۳۳٬۰۰۰ دلار) محکوم شد.
در سال ۲۰۲۳، کویت نمرهٔ ۲ از ۴ را در زمینهٔ آزادی دینی کسب کرد. کفرگویی در این کشور جرم محسوب می‌شود و تبلیغ دین توسط غیرمسلمانان ممنوع است، هرچند عبادت خصوصی برای آنان آزاد است.